# Monoptilon
Genre
Monoptilon est un genre de plante à fleurs de la famille des Asteraceae.

## Liste d'espèces
Selon ITIS :
- Monoptilon bellidiforme Torr. & A.Gray ex A.Gray
- Monoptilon bellioides (A.Gray) Hall